# Andy Warhol's Velvet Underground Featuring Nico
Andy Warhol's Velvet Underground featuring Nico es el primer álbum recopilatorio de The Velvet Underground lanzado por MGM Records en 1971. Originalmente lanzado como un doble LP, la portada incluye las características pinturas de Andy Warhol con botellas de Coca-Cola.

## Lista de canciones
Todos los temas escritos por Lou Reed excepto donde se indica.
Disco 1, Lado A
1. "I'm Waiting For the Man" – 4:37
2. "Candy Says"  – 4:09
3. "Run Run Run" – 4:18
4. "White Light/White Heat" – 2:44
5. "All Tomorrow's Parties" – 5:55

Disco 1, Lado B
1. "Sunday Morning" – 2:53
2. "I Heard Her Call My Name" – 4:05
3. "Femme Fatale" – 2:35
4. "Heroin" – 7:05
5. "Here She Comes Now" (Morrison, Reed, Cale, Tucker) – 2:00
6. "There She Goes Again" – 2:30

Disco 2, Lado A
1. "Sister Ray" (Reed, Morrison, Cale, Tucker) – 17:00
2. "Venus in Furs" – 5:07

Disco 2, Lado B
1. "European Son" (Reed, Cale, Morrison, Tucker) – 7:40
2. "Pale Blue Eyes" (The Velvet Underground) – 5:40
3. "The Black Angel's Death Song" (Reed, Cale) – 3:10
4. "Beginning To See The Light" (The Velvet Underground) – 4:48